# Українська асоціація футболу
Українська асоціація футболу (до травня 2019 року мала назву Федерація футболу України, ФФУ) — всеукраїнська громадська незалежна спортивна організація, заснована 13 грудня 1991 року. Головна мета її діяльності — забезпечення та сприяння зростанню рівня і масовості футболу в Україні. Цілі діяльності асоціації: забезпечення гідного представництва України у міжнародному футбольному співтоваристві; розвиток системи пропаганди й популяризації футболу. Член УЄФА і ФІФА від 1992 року. Як член Національного олімпійського комітету України і олімпійського руху загалом, УАФ є центральною громадською організацією людей залучених до футболу і його варіантів, футзал, пляжний футбол тощо.

## Історія

Старий логотип організації

За часів УРСР спортом керував комітет з питань фізичної культури і спорту при Раді міністрів УРСР, у підпорядкуванні якого перебувала Секція футболу (1932—1959), та Федерація футболу УРСР (1959—1991).
6 березня 1991 року в складі Федерації футболу Радянського Союзу завдяки зусиллям Віктора Максимовича Баннікова була створена та юридично оформлена Федерація футболу України. Вона повністю була підконтрольна та підпорядкована московському керівництву.
Після проголошення Акту Незалежності України (24 серпня 1991 року) виконком Федерації футболу УРСР ухвалив рішення про проведення на початку грудня Пленуму, на якому було б визначено майбутню долю розвитку національного футболу.
На початку вересня відбулося спільне засідання керівництва федерації та футбольної спільноти. Було запропоновано створити внутрішні футбольні інститути, котрі б не підпорядковувались московському керівництву.
У жовтні відбулася зустріч Віктора Баннікова із президентом УЄФА Леннартом Йоханссоном, який пообіцяв всебічну підтримку вступу України до європейського футбольної спільноти.
13 грудня у великому залі Міністерства у справах молоді, спорту та туризму Рада федерації одноголосно прийняло наступну заяву:
|  | «Согласно всенародному референдуму от 1 декабря 1991 года Украина стала независимым государством. Федерация футбола — самостоятельная независимая, общественная организация, которая не входит в состав федераций других государств. Федерация берет под свою юрисдикцию защиту прав футболистов, тренеров и специалистов футбола. Федерация футбола обязуется придерживаться международных норм и прав человека независимо национальности и вероисповедания. Федерация футбола подтверждает свою приверженность целям и принципам уставов ФИФА и УЕФА и обязывается их выполнять. Федерация футбола Украины выполнила все свои обязательства перед Федерацией футбола СССР и заявляет о своем выходе из ее состава». |

Першим президентом Всеукраїнської спортивної громадської організації «Федерація футболу України» було затверджено Віктора Максимовича Баннікова. Саме він обійшов Олега Базилевича, Петра Безносенка, Володимира Мунтяна та Анатолія Конькова (перші двоє перед початком засідання зняли свої кандидатури).
У 2017 Євген Котельников в інтерв'ю інтернет виданню «Команда 1» додав: «Ми підготували документи для вступу до УЄФА, знайшли фінанси та відправили делегацію до Швейцарії. До неї увійшли Віктор Банніков, Віктор Медведчук та Григорій Суркіс. Грамотно оформлений пакет документів багато в чому посприяв тому, що нас без особливої тяганини прийняли до УЄФА. Президент ФФУ Віктор Банніков займався відносинами з УЄФА та ФІФА, пошуком приміщення для федерації — адже зі Спорткомітету нас, таких самостійних, попросили відійти. А мені, як віце-президенту, треба було терміново організувати перший незалежний чемпіонат. До речі, тоді у штаті ФФУ налічувалося… 10 людей.»
Наприкінці лютого 1992 року агентство Франс Прес поширило інформацію про те, що ФІФА, не чекаючи свого конгресу, надала статус тимчасових членів національним федераціям України, Грузії, Словенії та Хорватії. Зроблено це було, як зазначалося в коментарі, для того, щоб асоціації цих чотирьох країн могли заздалегідь будувати свої відносини з футбольними об'єднаннями інших держав, а їхні футболісти — брати участь у товариських матчах на рівні збірних.
Незабаром на адресу Федерації футболу України прийшли відповідні офіційні документи не лише з ФІФА, а й з УЄФА, які підписали генеральні секретарі цих організацій Йозеф Блаттер і Герхард Айгнер. «Стосовуються вони повноважень нашої федерації на ведення всіх трансферних прав та участь збірних і клубних команд у міжнародних змаганнях, — зазначив у своєму інтерв'ю з цього приводу перший президент ФФУ Віктор Банніков. — Питання про такі повноваження були поставлені перед відповідними інстанціями під час мого перебування в Цюриху в середині лютого. 24 лютого ми надіслали запит до ФІФА з проханням надати відповідь. Зворотний факс не змусив себе довго чекати».
Асоційованим членом УЄФА ФФУ стала лише 25 червня 1992 року, а ФІФА — аж 3 липня 1992 року. Як наслідок, стало зрозуміло, що Україна пропустить не лише чемпіонат Європи 1992 року, де зіграла не збірна СРСР, а збірна СНД, а й чемпіонат світу 1994 року. На той час в Україні збиралися навіть за Євро-92 повоювати — висувалися ідеї «додаткового відбіркового турніру», де мали б зіграти нові збірні колишніх союзних республік. Натомість, всупереч усім нормам УЄФА задіяла команду без гімну і гербу — СНД, по суті, надфедераційне об'єднання.
В організаційному плані перші роки збірної України — це неймовірний симбіоз ентузіазму й безгрошів'я. Наприклад, офіційною версією причини не виклику легіонерів є те, що федерація не мала валюти для оплати їхніх квитків на літак. Причиною, чому ніхто з гравців не має у колекції автентичні футболки збірної, є той факт, що два роки грали в одних і тих же, а, зійшовши з поля, здавали їх адміністраторам. Навчально-тренувальні збори та виїзди на спаринги оплачувалися сторонніми спонсорами.
У 1992 році Україна була запрошена взяти участь у 48-му Конгресі ФІФА який мав відбутися на початку липня у Цюриху. У запрошені зазначалося, що на цьому форумі зокрема має розглядатися питання щодо прийняття України та деяких інших новостворених країн у постійні члени Міжнародної федерації. Відповідні документи вже вивчені у штаб-квартирі ФІФА та схвалені з незначними зауваженнями щодо чотирьох пунктів.
Дещо пізніше надійшло персональне запрошення Віктору Баннікову на участь у надзвичайному засіданні виконкому УЄФА спільно з комітетом з проведення Континентальних турнірів. Йшлося про надання нашій країні можливості вже наступного сезону виставити по одній команді в кожному з єврокубків за умови дотримання умов, що висуваються Європейським союзом — створення власної ліги, наявності відповідної інфраструктури для проведення матчів такого рівня, забезпечення безпеки під час їх проведення.
Президент ФФУ, у свою чергу, запропонував Міжнародній федерації не надавати Росії права автоматично успадкувати місце збірної СНД у відбірному циклі чемпіонату світу 1994 року, а провести додатковий турнір між національними командами колишніх республік Союзу за місце у вже сформованій при жеребкуванні 8 грудня 1991 року 5-й кваліфікаційній групі. Цю пропозицію підтримали Грузія та Вірменія, але у росіян вона викликала вкрай негативну реакцію. Генеральний секретар РФС Володимир Радіонов, наприклад, звинуватив українську федерацію в інтригантстві та розцінив ідею такого турніру як юридично необґрунтовану спробу «бігти попереду паровоза». При цьому сусіди були певні, що права колишньої союзної федерації мають перейти саме до них. У результаті так і сталося, хоча до останнього моменту, а саме до засідання виконкому ФІФА у Стокгольмі та самого конгресу, Віктор Банніков намагався наполягти на своєму.
Восени 1993 року об'єднання «Народний спорт та здоров'я» на чолі з директором Віктором Коцюбою разом з науково-виробничою фірмою «Геотон» (президент — Дмитро Злобенко) допомогли федерації організувати турне по США, де збірна України провела 3 матчі, 2 з яких з майбутніми господарями кубку світу 1994.
5 січня 1995 року на засіданні виконкому ФФУ було затверджено кандидатуру чергового наставника, ним став Анатолій Коньков. Пізніше у Києві відбулася друга звітно-виборча конференція ФФУ, на якій за явної переваги у голосах над Геннадієм Лісенчуком — своїм єдиним конкурентом — посаду президента зберіг Віктор Банніков. Його заступником було обрано Анатолія Біденка. А ось Євген Котельников пост віце-президента втратив. Натомість у федерації з'явилася нова штатна одиниця генерального секретаря, яку зайняв Микола Черниш. Було також сформовано 17 комітетів, затверджено Асоціацію футбольних арбітрів, інститут регіональних віце-президентів.
11 травня 1995 року о 13:00 в аеропорту «Бориспіль» приземлився літак, на борту якого з Кувейту до Києва прибув у відпустку Валерій Лобановський. Уся футбольна громадськість країни затамувала подих в очікуванні завершення його переговорів із президентом київського «Динамо» Григорієм Суркісом, які почалися ще взимку. Однак у призначений обома сторонами термін — 20 травня — конкретної інформації щодо подальших планів Лобановського на батьківщині не надійшло.
13 вересня 1995 року Лопес Ньєто судив матч Ліги чемпіонів УЄФА між київським «Динамо» і «Панатінаїкосом». Після гри, яка завершилася перемогою «Динамо», суддя зізнався, що представники українського клубу запропонували йому хабар у розмірі 30 тисяч доларів США та дві норкові шуби в обмін на те, щоб він вплинув на результат зустрічі — доказом була записка з пропозицією допомогти «Динамо», яку Лопес Ньєто не зміг собі забрати (її відібрав президент «Динамо» Ігор Суркіс). КДК УЄФА після цього скандалу зняв «динамівців» з турніру і попри апеляцію киян їх було дискваліфіковано з усіх турнірів під егідою УЄФА на два роки. Зі слів представників «Динамо», за день до цього Лопес Ньєто сам вирішив придбати пару шуб для матері і дружини, а його асистенти придбали по хутряній шапці. Однак коли Лопес Ньєто довідався про ціну, то він сильно обурився і відмовився від покупок. Тим не менш, чек на покупку товарів УЄФА розцінило як доказ спроби підкупу судді з боку київського клубу. Дискваліфікацію українського клубу зрештою було зменшено до одного сезону.
Підсумки сезону 94/95 було підбито на засіданні виконкому ФФУ, що відбулося 8 грудня 1995 року. Напередодні зустрілися члени тренерської ради, які заслухали звіти наставників збірних команд країни та, зокрема, Анатолія Конькова. Збірна команда України посіла 4-те місце у кваліфікації до Євро 1996 пропустивши поперед себе збірну Литви. На адресу головного тренера національної команди пролунало чимало критичних зауважень. Коньков у цій ситуації найкращим рішенням обрав відставку і написав заяву про звільнення з посади… за станом здоров'я. Його прохання про відставку задовольнили.
19 квітня 1996 року на засіданні виконкому УЄФА в Женеві сталася подія, на яку з нетерпінням чекала вся футбольна громадськість України: з київського «Динамо» було знято всі дисциплінарні санкції. Саме Леонід Кравчук як голова опікунської ради та очолював клубну делегацію під час її візиту до Швейцарії.
Рішенням надзвичайного конгресу, що відбувся 27 червня 1996 року, президентом ФФУ був обраний Валерій Пустовойтенко, який обіймав в уряді країни посаду міністра Кабінету міністрів. Віктор Банніков став першим віце-президентом, а віце-президентами за пропозицією нового футбольного керманича були призначені Анатолій Біденко, Борис Воскресенський, Володимир Лашкул та Григорій Суркіс.
Формальним приводом, що спричинив скликання надзвичайного конгресу, стало ініціювання представниками деяких клубів створення Професійної футбольної ліги. Таку організацію і було засновано 8 травня на нараді представників футбольних клубів вищої, першої та другої ліг, скликаної з ініціативи Міністерства у справах молоді та спорту, а також ФФУ. Однак фактично до скликання конгресу привів розкол, що стався у федерації. Віктор Банніков більшою мірою був готовий до співпраці з ПФЛ, Черниш та Коньков — проти, а Біденко зайняв вичікувальну позицію. Більше того, із достовірних джерел стало відомо, що генеральний секретар разом зі своїми однодумцями веде підривну роботу проти чинного президента. Зокрема, без відома Баннікова Микола Черниш надіслав до обласних федерацій листи, в яких інформував про проведення конгресу 18-19 травня. Віктор Банніков анулював їх розпорядженням № 74 та переніс конгрес на 18 серпня. А ще одним наказом усунув Черниша та Конькова від виконання обов'язків. Однак «свій» конгрес Черниш і Коньков все ж таки провели. Делегати підтвердили повноваження генсека та голови комітету з проведення змагань, натомість відлучили від керівництва ФФУ самого Баннікова, тимчасово передавши його обов'язки Біденку. Все це змусило втрутитися у ситуацію міністра у справах молоді та спорту Валерія Борзова, який також очолював і Національний олімпійський комітет України.
Невдовзі 6 червня пройшло державну реєстрацію об'єднання професійних клубів — ПФЛ.
На початку липня відбулося засідання Ради ліги, на якому було затверджено регламент внутрішніх змагань, календарі, складено проект угоди між ФФУ та ПФЛ. Повноваження щодо проведення чемпіонату країни перейшли до ліги.
17 травня 2019 ФФУ було перейменовано в Українську асоціацію футболу. Зміна пов'язана з використанням європейської термінології на зміну радянській.

## Керівництво

### Президенти УАФ

Президенти УАФ - Андрій Шевченко

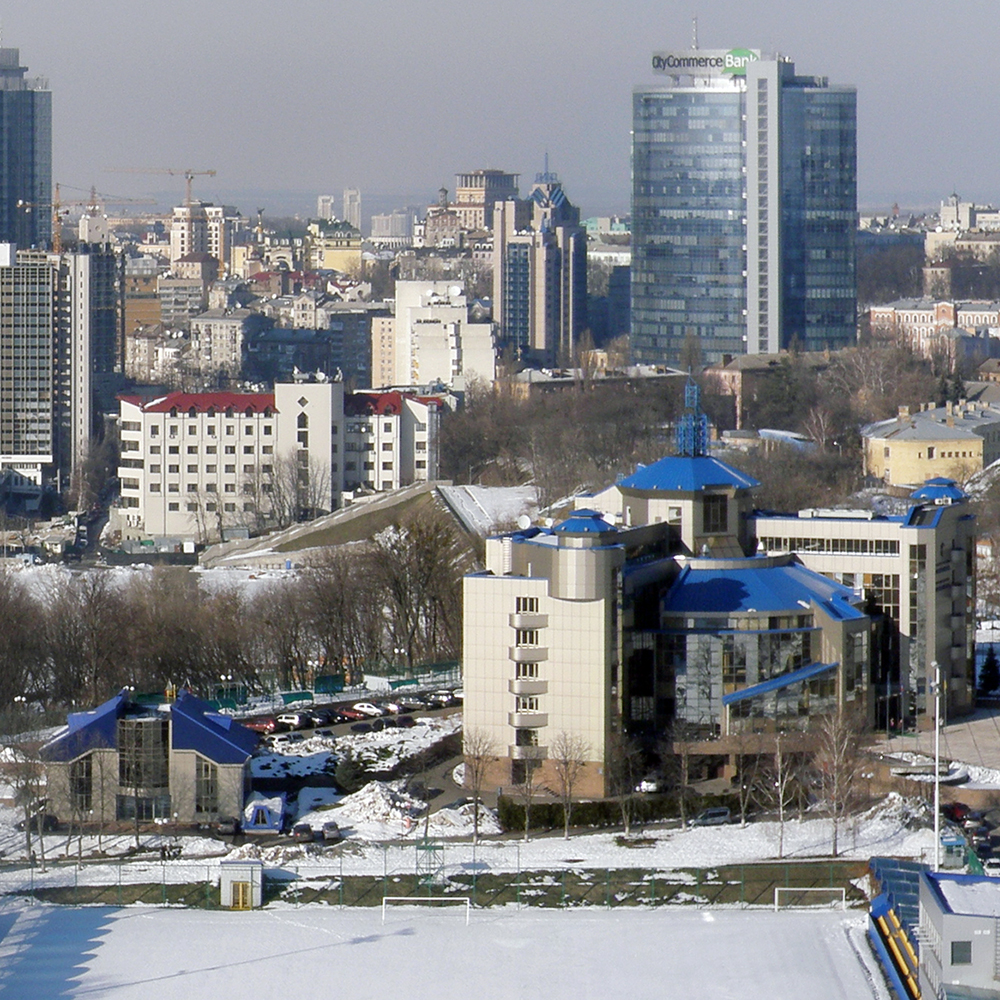
Будинок футболу

Серед президентів УАФ були як бувші професійні футболісти України і ссср так і люди меньш тісно повязані з футболом. Серед останіх це Біденко, Пустовойтенко, Суркіс, Павелко. У 1996–2000 роках президентом УАФ був голова уряду України (прем'єр-міністр України). Першопочатково термін повноважень президента УАФ мав 4 роки, але при Суркісу його було подовжено до 5.
- 1991–1996 — Банніков Віктор Максимович (переобраний у 1995)
  - травня 1996 — Біденко Анатолій Дмитрович (т.в.о.)
- 27 червня 1996–2000 — Пустовойтенко Валерій Павлович
- 16 серпня 2000 — 2 вересня 2012 — Суркіс Григорій Михайлович (переобраний на 4-річний термін 16 липня 2004 року, та переобраний на 5-річний термін 14 вересня 2007 року)
- 2 вересня 2012 — 5 березня 2015 — Коньков Анатолій Дмитрович
- 6 березня 2015 — 25 січня 2024 — Павелко Андрій Васильович
  - з 13 березня 2023 — офіційно відсторонено від виконування президенських поноважень
  - з 11 травня 2023[18] — Олег Протасов (в.о.)
- З 25 січня 2024 — Шевченко Андрій Миколайович

### Віце-президенти УАФ
- Павло Бойчук - перший віце-президент
- Сергій Ребров - віце-президент
- Олександр Шевченко - віце-президент

## Комітети
Перелік окремих комітетів УАФ
- Виконавчий комітет
- Комітет арбітрів
- Контрольно-дисциплінарний комітет (КДК)
- Комітет національних збірних
- Комітет професійного футболу
- Комітет з питань статусу та трансферу футболістів

## Колективні члени
Важливою частиною Української асоціації футболу є її колективні члени, серед яких окрім ієрархічних (структурних) регіональних асоціацій є і окремі спортивні організації більш вузького футбольного профілю. Усі колективні члени є учасниками щорічних конференцій УАФ, на яких ухвалюються найважливіші рішення повязані з футболом в Україні.
- Всеукраїнське об'єднання тренерів з футболу
- Асоціація вболівальників України
- Асоціація пляжного футболу України
- Українська асоціація футболу людей з інвалідністю
- Всеукраїнська профспілка «Футбол України»
- Асоціація аматорського футболу України
- Всеукраїнська спортивна Асоціація ветеранів футболу України
- Асоціація спортивних журналістів України
- Асоціація футзалу України
- Українська асоціація шкільного та університетського футболу
- Всеукраїнська Дитячо-юнацька футбольна ліга України
- ОФК «Професіональна футбольна ліга України»
- ОПФКУ «Прем'єр-ліга»
- Всеукраїнська асоціація жіночого футболу
- Українська асоціація електронного футболу

### Регіональні (обласні) асоціації футболу
- Житомирська обласна асоціація футболу
- Київське об'єднання асоціацій футболу
- Рівненська обласна асоціація футболу
- Вінницька обласна асоціація футболу
- Івано-Франківська обласна асоціація футболу
- Кіровоградська обласна асоціація футболу
- Асоціація футболу Волині
- Асоціація футболу Дніпропетровської області
- Закарпатська асоціація футболу
- Луганська обласна асоціація футболу
- Асоціація футболу Миколаївської області
- Асоціація футболу Полтавщини
- Асоціація футболу Донецької області
- Асоціація футболу АР Крим та м.Севастополя
- Львівська асоціація футболу
- Одеська обласна футбольна асоціація
- Асоціація футболу Сумської області
- Асоціація футболу Тернопільщини
- Черкаська обласна асоціація футболу
- Хмельницька обласна асоціація футболу
- Харківська обласна асоціація футболу
- Херсонська обласна асоціація футболу
- Асоціація футболу Чернівецької області
- Чернігівська обласна асоціація футболу
- Запорізька обласна асоціація футболу

## Будинок футболу
Будинок футболу — неформальна назва будівлі, штаб-квартири Федерації футболу України, в якій розташоване керівництво і персонал Федерації футболу України у Києві по Лабораторному провулку 7-а.

## Спонсори
Для укладання комерційних угод у 1994 році ФФУ створила посередника «Україна Футбол Інтернешнл» (УФІ — UFI), керівником якої у продовж майже 20 років був Лашкул Володимир Григорович.
- 1993 «Геотон» (Злобенко Дмитро Іванович і Ковалевич Ігор Капітонович)
- 1994 «Nordex» (Рабінович Вадим Зіновійович і Лучанський Григорій Еммануїлович) — генеральний спонсор
- 1995 Український Дом Селенга[19][20]
- Newport Management Limited[21][22] (Медведчук Віктор Володимирович і Суркіс Григорій Рахмільович)
- НІБАС (Ковальський Василь Степанович)
- Дебют-Фідав
- Укртелеком
- Чернігівське
- Епіцентр (Герега Олександр Володимирович і Герега Галина Федорівна) — титульний спонсор
- Львівське — національний спонсор збірної команди
- vbet — преміум спонсор збірної команди

### Технічні спонсори
Спонсори які допомагають з екіпіровкою.
- Adidas (Адідас)

## Досягнення національних збірних команд України

### Національна збірна
- 1/4 чемпіонату світу у Німеччині (2006)
- Учасник чемпіонату Європи в Україні та Польщі (2012)
- Учасник чемпіонату Європи у Франції (2016)
- 1/4 чемпіонату Європи (2020)

### Молодіжна збірна U-21
- Срібний призер чемпіонату Європи у Португалії (2006)
- Учасник чемпіонату Європи у Данії (2011)
- Півфіналіст чемпіонату Європи у Румунії та Грузії (2023)

### Юнацька збірна U-20
- 1/8 чемпіонату світу в Аргентині (2001)
- 1/8 чемпіонату світу у Нідерландах (2005)
- 1/8 чемпіонату світу у Новій Зеландії (2015)
- Чемпіон світу в Польщі (2019)

### Юнацька збірна U-19
- Півфіналіст чемпіонату Європи у Швейцарії (2004)
- Переможець чемпіонату Європи в Україні (2009)
- Учасник чемпіонату Європи в Угорщині (2014)
- Учасник чемпіонату Європи у Греції(2015)
- Півфіналіст чемпіонату Європи у Фінляндії (2018)

### Юнацька збірна U-18
- Срібний призер чемпіонату Європи у Німеччині (2000)
- Учасник чемпіонату Європи у Фінляндії (2001)

### Юнацька збірна U-17
- Учасник чемпіонату Європи у Данії (2002)
- Учасник чемпіонату Європи у Франції (2004)
- Учасник чемпіонату Європи у Бельгії (2007)
- Учасник чемпіонату Європи у Словаччині (2013)
- Учасник чемпіонату Європи в Азербайджані (2016)

### Юнацька збірна U-16
- Бронзовий призер чемпіонату Європи в Ірландії (1994)
- Учасник чемпіонату Європи в Австрії (1996)
- Учасник чемпіонату Європи у Німеччині (1997)
- Учасник чемпіонату Європи у Шотландії (1998)

### Жіноча національна збірна
- Учасник чемпіонату Європи у Фінляндії (2009)

## Боротьба з корупцією
Після опублікування німецьким виданням Der Spiegel розслідування під назвою «Як виплати УЄФА опинилися на Британських Віргінських островах» Українська асоціація футболу звернулася до ДБР, ГПУ та МВС із заявою про вчинення експрезидентом ФФУ Григорієм Суркісом кримінального правопорушення на сотні мільйонів євро.
За даними DerSpiegel, починаючи з 1999 року (понад 15 років) УЄФА переказував кошти, загалом 380 млн євро, призначені для Федерації футболу України (нині — Українська асоціація футболу) та розвитку українського футболу, офшорній компанії NewportManagementLimited.
Ця компанія зареєстрована на Британських Віргінських островах і, за даними видання, контролюється Григорієм Суркісом, який з 2000-го по 2012 рік очолював ФФУ, а також понад 10 років (до лютого 2019 року) був членом Виконкому УЄФА.